# Just B
Just B (em coreano: 저스트비) é um grupo masculino sul-coreano formada pela Bluedot Entertainment. O grupo consiste em seis membros: Geonu, Bain, Lim Ji-min, JM, DY e Sangwoo.

## História

### 2019–2020: atividades de pré-debut
DY e Bain eram ex-concorrentes do programa de sobrevivência Under Nineteen da MBC.  DY conquistou o primeiro lugar e estreou como center do 1the9 enquanto Bain foi eliminado no episódio final. 
Lim Ji-min era um ex-concorrente do The Fan da SBS, mas foi eliminado.  Ele fez seu debut solo com seu single álbum Mini. 
Geonu e JM eram ex-concorrentes do programa de sobrevivência I-Land da Mnet.  JM foi eliminado na primeira parte, enquanto Geonu foi eliminado na segunda parte do episódio 8. 

### 2021–2022: Debut e primeiros anos
Em 30 de junho, Just B debutou oficialmente com o lançamento de seu primeiro EP Just Burn e o single principal "Damage" foi produzido por Bang Yong-guk, ex-líder do grupo masculino B.A.P. 
Em 27 de outubro, Just B voltou com seu primeiro single, Just Beat, e seu primeiro single "Tick Tock". 
Em 14 de abril de 2022, Just B lançou seu segundo EP Just Begun e seu primeiro single "Re=load". 
Eles lançaram seu terceiro EP intitulado = (Neun) e seu primeiro single "Me =" em 16 de novembro de 2022. 

### 2023 – presente: JUST Be with you, ÷ (Nanugi)
Em 14 de fevereiro de 2023, Just B lançou seu primeiro projeto de colaboração com a solista AleXa intitulado "MBTI". 
Em 12 de abril de 2023, Just B lançou seu single de pré-lançamento "얼어있는 길거리에 잠시라도 따듯한 햇빛이 내리길 (Camelia)"  com letras escritas pelos membros DY e Sangwoo e compostas por DY.  Seu quarto EP, ÷ (Nanugi), foi lançado em 9 de outubro.  O EP contém seis faixas com o single principal "Medusa". 

## Membros
- Geonu (건우)
- Bain (배인)
- Lim Ji-min (임지민)
- JM (추지민)
- DY (전도염)
- Sangwoo (상우)

## Discografia

### Extended plays
| Título     | Detalhes do EP | Posições nos charts | Vendas        |
| Título     | Detalhes do EP | KOR                 | Vendas        |
| ---------- | --- | ------------------- | ------------- |
| Just Burn  | - Lançado: 30 de junho de 2021 - Gravadora: Bluedot Entertainment - Formatos: CD, digital download, streaming audio    | 17                  | - KOR: 21,605 |
| Just Begun | - Lançado: 14 de abril de 2022 - Gravadora: Bluedot Entertainment - Formatos: CD, digital download, streaming audio    | 11                  | - KOR: 53,030 |
| = (Neun)   | - Lançado: 16 de novembro de 2022 - Gravadora: Bluedot Entertainment - Formatos: CD, digital download, streaming audio | 7                   | - KOR: 53,767 |
| ÷ (Nanugi) | - Lançado: 9 de outubro de 2023 - Gravadora: Bluedot Entertainment - Formatos: CD, digital download, streaming audio   | 21                  | - KOR: 20,912 |

### Álbuns individuais
| Título                 | Detalhes do álbum | Posições nos charts | Vendas        |
| Título                 | Detalhes do álbum | KOR                 | Vendas        |
| ---------------------- | --- | ------------------- | ------------- |
| Just Beat              | - Lançado: 27 de outubro de 2021 - Gravadora: Bluedot Entertainment - Formatos: CD, digital download, streaming audio | 9                   | - KOR: 28,221 |
| JUST Be with you Pt. 1 | - Lançado: 14 de fevereiro de 2023 - Gravadora: Bluedot Entertainment - Formatos: digital download, streaming audio   | —                   | —             |

### Singles
| Título                                            | Ano  | Álbum                 |
| ------------------------------------------------- | ---- | --------------------- |
| "Damage"                                          | 2021 | Just Burn             |
| "Tick Tock"                                       | 2021 | Just Beat             |
| "Re=load"                                         | 2022 | Just Begun            |
| "Me=" (나는)                                      | 2022 | = (Neun)              |
| "MBTI"                                            | 2023 | Just B with You Pt. 1 |
| "얼어있는 길거리에 잠시라도 따듯한 햇빛이 내리길" | 2023 | Camellia              |
| "Medusa"                                          | 2023 | ÷ (Nanugi)            |

## Videografia

### Vídeos musicais
| Título      | Ano  | Diretor(es) | Ref.   |
| ----------- | ---- | ----------- | ------ |
| "Damage"    | 2021 | Jimmy (VIA) | [ 24 ] |
| "Tick Tock" | 2021 | Jimmy (VIA) | [ 25 ] |
| "Try"       | 2021 | Jimmy (VIA) | [ 26 ] |
| "Re=load"   | 2022 | Jimmy (VIA) | [ 27 ] |
| "Me="       | 2022 | Jimmy (VIA) | [ 28 ] |
| "MBTI"      | 2023 | Zanybros    |        |
| "Camelia"   | 2023 |             |        |

## Prêmios e indicações
| Cerimônia de premiação | Ano  | Categoria                        | Nomeado(s)/Trabalho(s) | Result   | Ref.   |
| ---------------------- | ---- | -------------------------------- | ---------------------- | -------- | ------ |
| Asia Artist Awards     | 2021 | Male Idol Group Popularity Award | Just B                 | Indicado | [ 29 ] |
| Hanteo Music Awards    | 2021 | Rookie Award – Male Group        | Just B                 | Indicado | [ 30 ] |
| Hanteo Music Awards    | 2023 | Blooming Star Award              | Just B                 | Venceu   | [ 31 ] |
| Hanteo Music Awards    | 2024 | Blooming Star Award              | Just B                 | Venceu   | [ 32 ] |
| Korea Model Awards     | 2022 | Rising Star Award                | Just B                 | Venceu   | [ 33 ] |